# Pasquale Fornara
Pasquale Fornara (Borgomanero, 29 marzo 1925 – Borgomanero, 24 luglio 1990) è stato un ciclista su strada italiano.
Professionista dal 1949 al 1961, detiene il record di successi al Giro di Svizzera con ben quattro affermazioni.

## Carriera

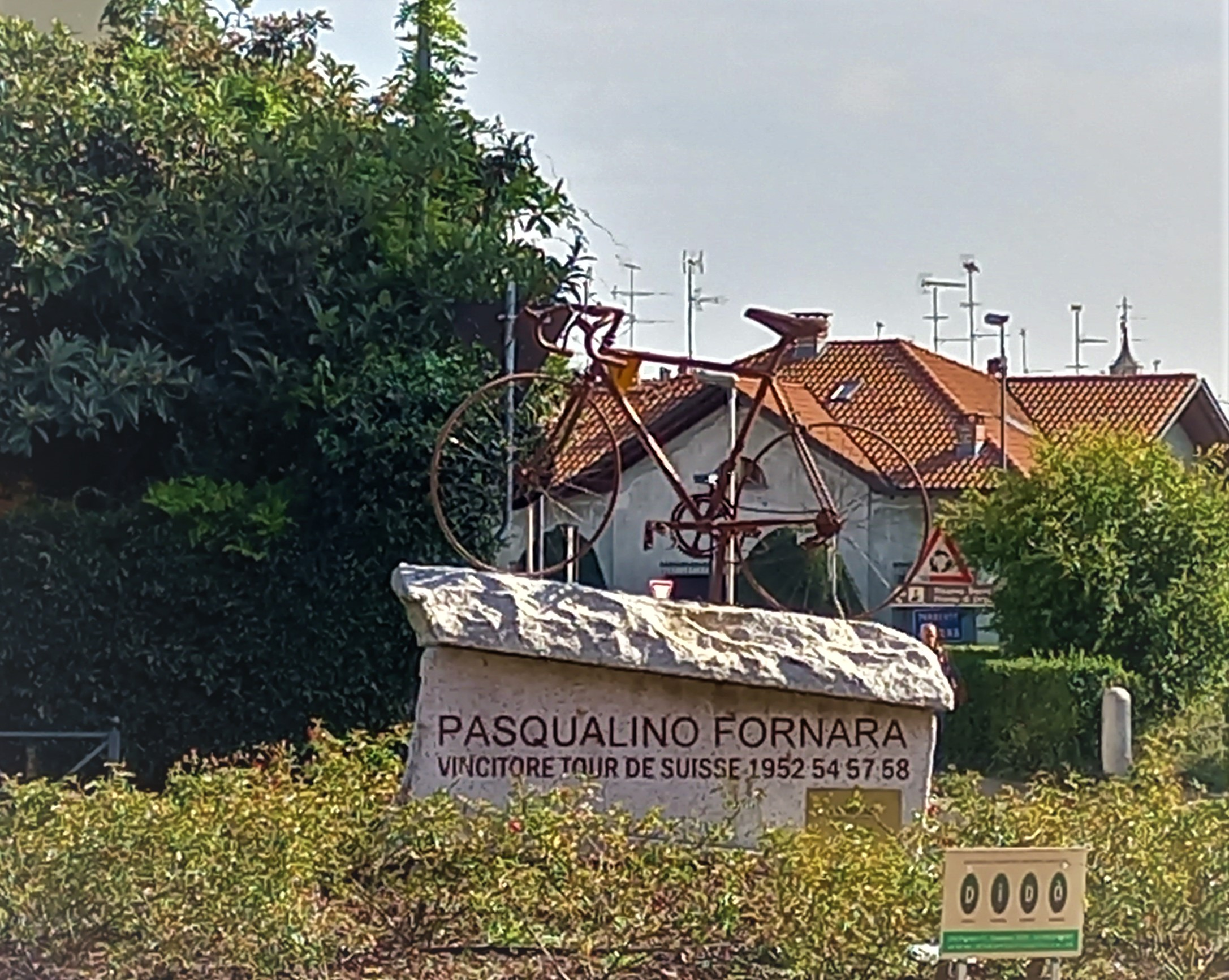
Statua commemorativa nei pressi di Borgomanero

Passato professionista nel 1949 con la Legnano, nel 1952 si trasferì alla Bianchi, facendo per un breve periodo da gregario all'amico Fausto Coppi; vestì poi anche le maglie di Bottecchia, Leo-Chlorodont, Arbos, Ignis, Emi e Vov. Fu negli anni cinquanta uno dei corridori più rappresentativi del ciclismo italiano: vinse quattro edizioni del Giro di Svizzera (1952, 1954, 1957 e 1958) e il Giro di Romandia 1956, e si classificò secondo alla Vuelta a España 1958, terzo al Giro d'Italia 1953 (dove riuscì ad aggiudicarsi la classifica scalatori) e quarto al Tour de France 1955.
Buon passista, forte nelle cronometro e anche in salita (vinse il Gran Premio della Montagna in un Giro di Svizzera e in un Giro d'Italia), nel 1956 arrivò molto vicino a vincere il Giro d'Italia con la maglia dell'Arbos di Mario Giumanini. Durante la terz'ultima tappa, da Merano al Monte Bondone, mentre indossava la maglia rosa di primo della classifica, si ritirò semi-assiderato durante una tormenta di neve che costrinse al ritiro altri 43 corridori. Fu il giorno dell'impresa del lussemburghese Charly Gaul, che prima della partenza di quella tappa era ventiquattresimo in classifica generale con un distacco di quasi 17 minuti da Fornara.
In 13 anni di professionismo vinse 25 corse. Ancora oggi detiene il record di vittorie della classifica finale del Giro di Svizzera (quattro). Si ritirò dall'attività nel 1961.
Fornara è morto nel 1990, sessantacinquenne, nella sua Borgomanero; qui è sepolto, nella tomba di famiglia. In sua memoria, nella sua città, è stata costruita una statua a forma di bicicletta vicino al corso dell'Agogna.

## Palmarès
- 1948 (dilettanti)

Coppa Caduti Nervianesi
Circuito di Maggiora
- 1949 (Legnano, una vittoria)

Classifica generale Giro dei Tre Mari
- 1950 (Legnano, una vittoria)

Milano-Modena
- 1952 (Bianchi, quattro vittorie)

5ª tappa Giro di Svizzera (Monthey > Crans-Montana)
7ª tappa Giro di Svizzera (Locarno > Arosa)
Classifica generale Giro di Svizzera
18ª tappa Giro d'Italia (Cuneo > Saint Vincent)
- 1953 (Bottecchia, due vittorie)

2ª tappa Giro d'Italia (Abano Terme > Rimini)
Gran Premio di Svizzera a cronometro
- 1954 (Bottecchia, una vittoria)

Classifica generale Giro di Svizzera
- 1955 (Bottecchia, due vittorie)

15ª tappa Giro d'Italia (Pineta di Cervia > Ravenna, cronometro)
Circuito di Maggiora
- 1956 (Arbos, tre vittorie)

3ª tappa, 2ª semitappa Giro di Romandia (Bassecourt > Boncourt, cronometro)
Classifica generale Giro di Romandia
14ª tappa Giro d'Italia (Livorno > Lucca)
- 1957 (Cilo, una vittoria)

Classifica generale Giro di Svizzera
- 1958 (Cilo, tre vittorie)

3ª tappa Giro di Svizzera (Rheinfelden > Soletta)
6ª tappa Giro di Svizzera (Sierre > Locarno)
Classifica generale Giro di Svizzera
- 1959 (Emi, una vittoria)

8ª tappa Gran Premio Ciclomotoristico (Siracusa > Gela)

### Altri successi
- 1950 (Legnano)

Criterium di Bressana Bottarone
- 1953 (Bottecchia)

Classifica dei Gran Premi della montagna Giro d'Italia
- 1955 (Bottecchia)

Criterium di Salò
- 1956 (Arbos)

Criterium di Omegna
- 1957 (Cilo)

5ª tappa, 1ª semitappa Giro di Svizzera (Berna, cronoquadre)
Classifica dei Gran Premi della montagna Giro di Svizzera

## Piazzamenti

### Grandi Giri
- Giro d'Italia

1949: 28º
1950: 12º
1951: 10º
1952: 31º
1953: 3º
1954: 8º
1955: 7º
1956: ritirato
1957: 8º
1958: 9º
1959: 21º
1960: 30º
1961: ritirato
- Tour de France

1955: 4º
1956: 24º
- Vuelta a España

1957: 8º
1958: 2º
1960: ritirato

### Classiche monumento
- Milano-Sanremo

1950: 13º
1952: 37º
1953: 46º
1954: 13º
1955: 58º
1956: 29º
1957: 74º
1958: 10º
1959: 35º
- Liegi-Bastogne-Liegi

1953: 15º
- Giro di Lombardia

1949: 8º
1951: 5º
1952: 32º
1953: 11º
1955: 11º
1956: 16º
1959: 21º
1960: 61º

### Competizioni mondiali
- Campionati del mondo

Lugano 1953 - In linea: 12º
Solingen 1954 - In linea: 10º
Frascati 1955 - In linea: 7º